# 新浜松駅
新浜松駅（しんはままつえき）は、静岡県浜松市中央区鍛冶町にある遠州鉄道鉄道線の駅である。同線の起点。駅番号はET01。
東海旅客鉄道（JR東海）の浜松駅とは5分で行き来ができ、相互乗換が可能。

## 概要
遠州地方（静岡県西部）の政令指定都市、浜松市の中心に位置する。乗降客数は遠州鉄道において最多であり、近隣にある東海道新幹線と在来線の東海道本線の浜松駅、浜松駅バスターミナルと共に、静岡県西部（遠州地域）における交通の拠点となっている。

## 駅構造
相対式ホーム2面2線の高架駅。直営駅で駅舎がある。ホームは3階、改札は2階にあり、2階から連絡橋で遠鉄百貨店本館につながっている。
朝・夜を除き、列車の発車時刻は毎時00・12・24・36・48分に統一されており、乗客の利便を図っている。
当駅から遠州病院駅までの区間は、新川を暗渠化した上に高架区間が設けられている。また、同駅敷地は高架化される以前の国鉄浜松駅構内跡地となっている。
高架化以前は現在のホテルクラウンパレス浜松付近に立地していた。

### のりば

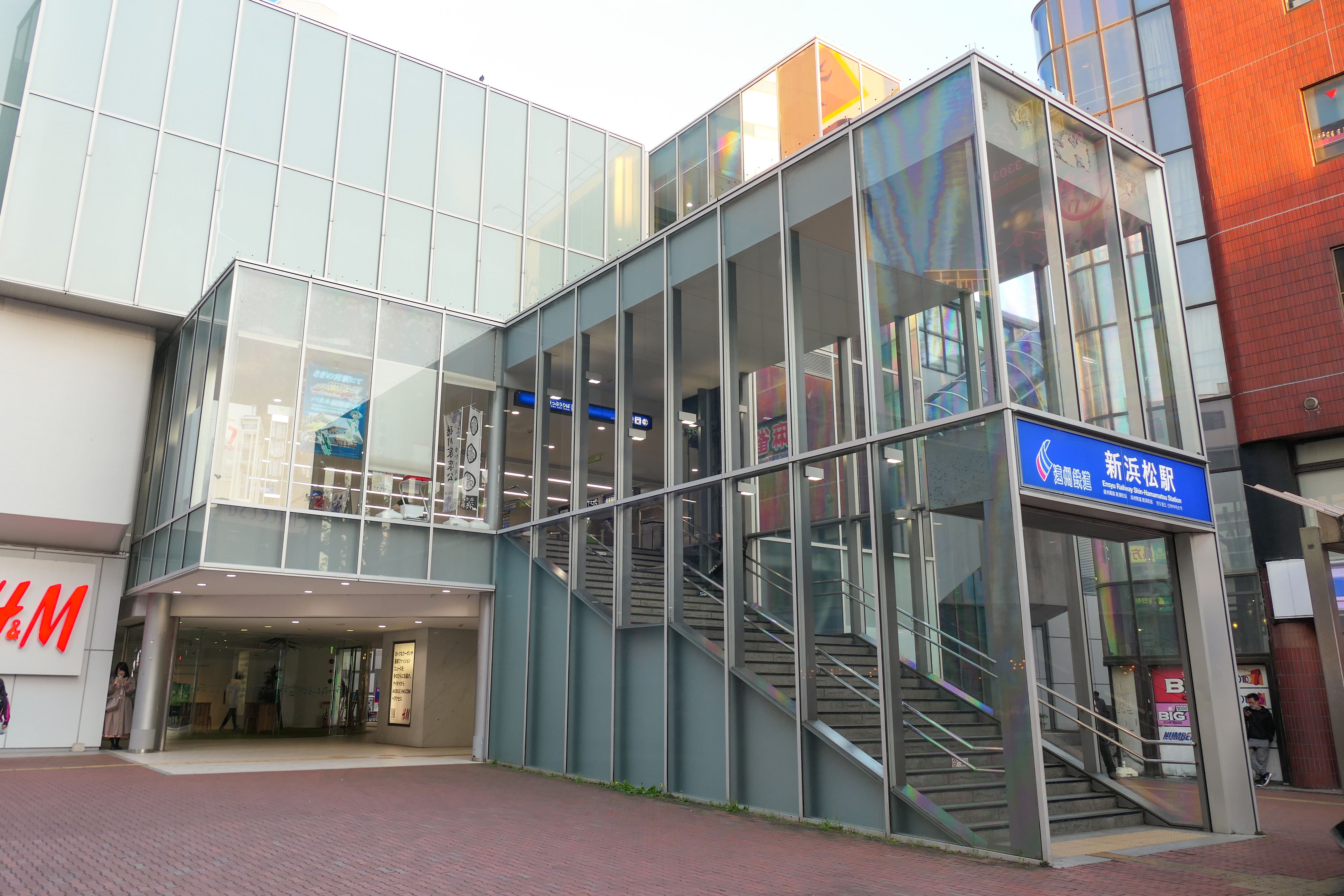
西口
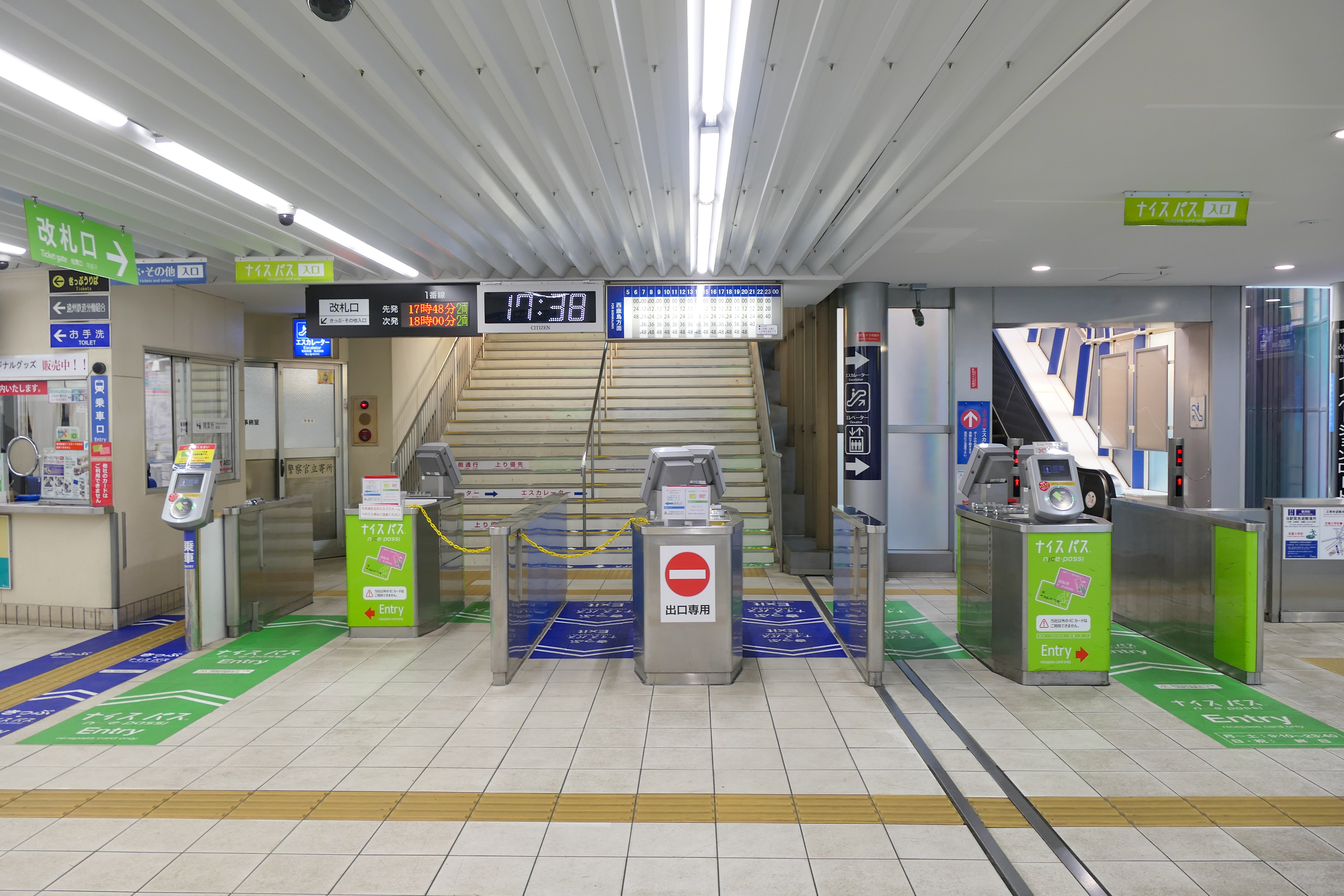
改札口
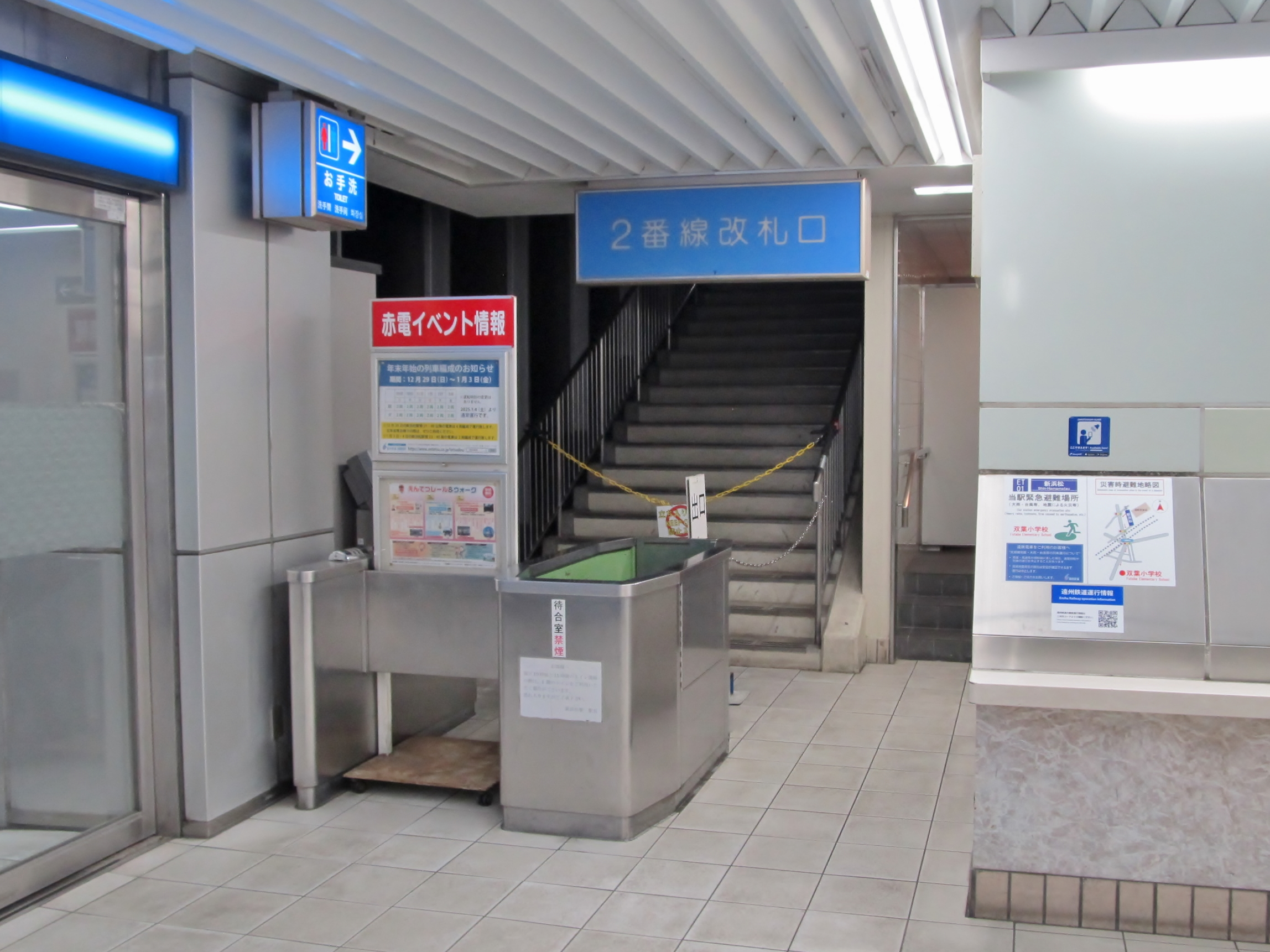
2番線改札口
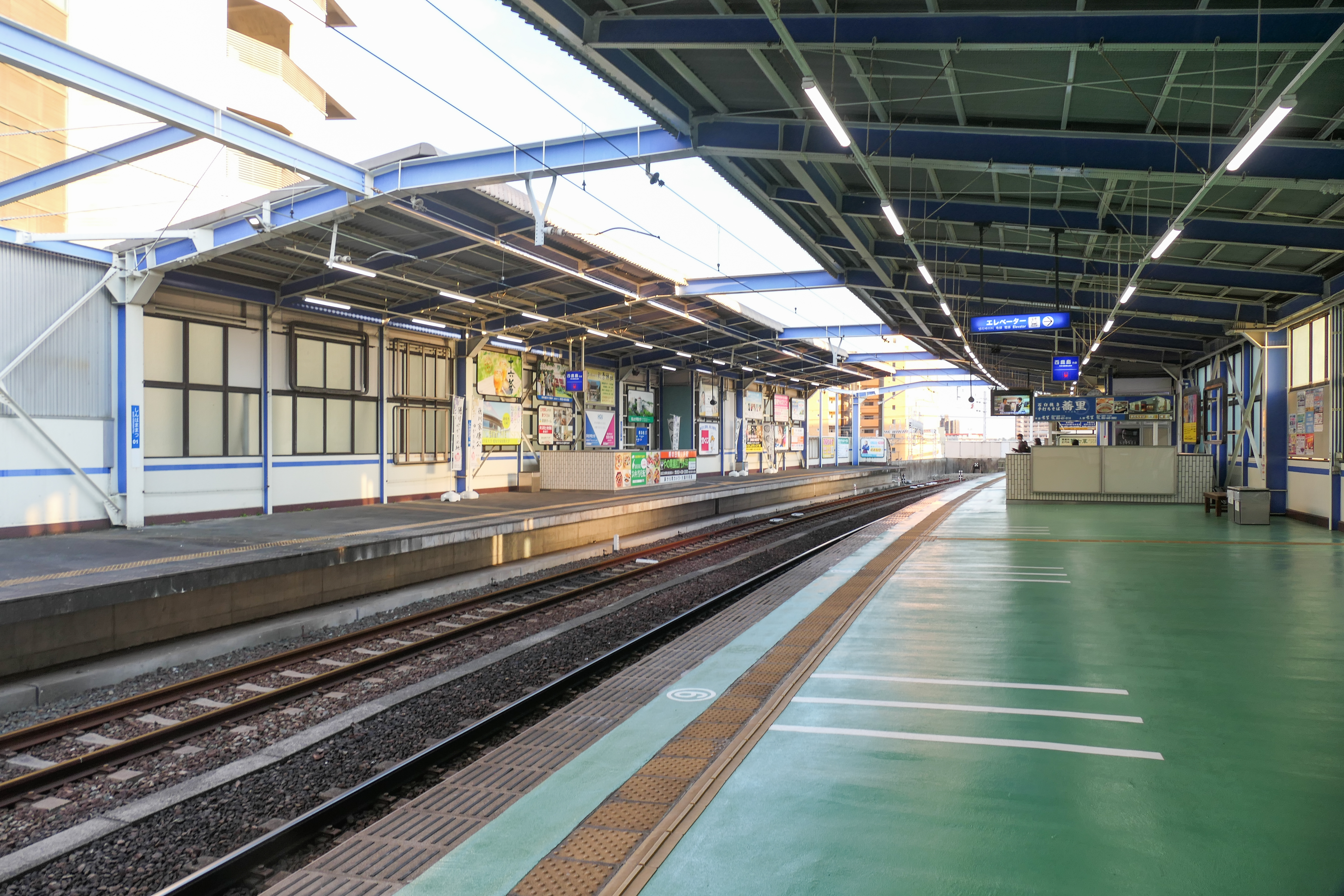
ホーム
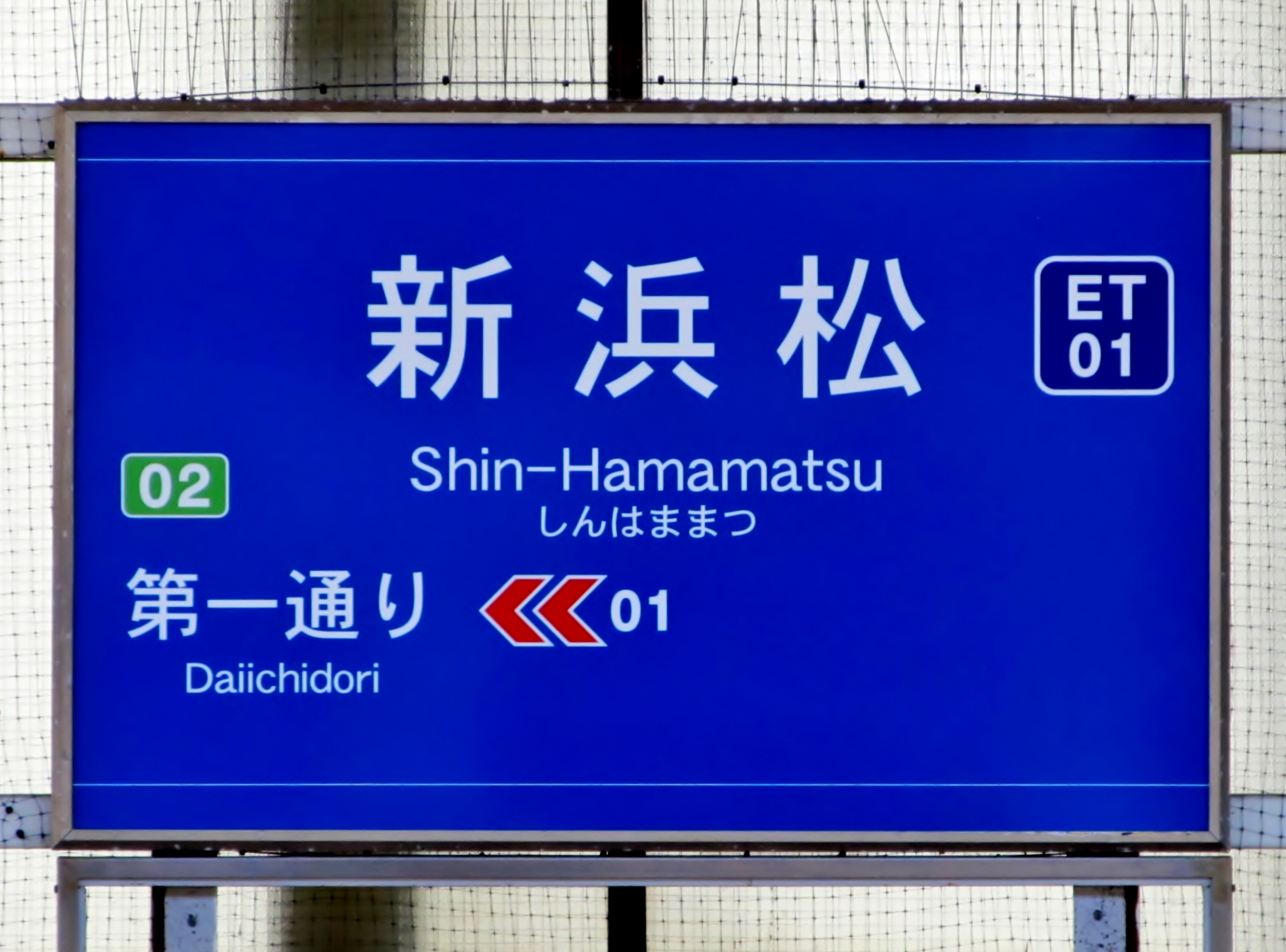
駅名標

| のりば番号 | ホーム | 路線               | 方向 | 行先             | 備考                               |
| ---------- | ------ | ------------------ | ---- | ---------------- | ---------------------------------- |
| 1          | 西側   | ■ET 遠州鉄道鉄道線 | 下り | 浜北・西鹿島方面 | 定期列車は全列車このホームから発車 |
| 2          | 東側   | ■ET 遠州鉄道鉄道線 | 下り | 浜北・西鹿島方面 | 通常は留置線として使用             |

- 2番線は通常西鹿島駅の車庫容量の関係で運用から外れている編成が待機留置されており、留置車両の入れ替え時や「浜松まつり」開催日などを除き、基本的に使用されない。
- 2番線への通路はエレベーターやエスカレーターの類は設置されておらず、移動手段は階段のみである。
- 上述の通り「浜松まつり」開催日は2番線も使用するが、一方を乗車ホーム、他方を降車ホームとして以下の流れで使用する。どちらを乗車ホームとするかは時間帯により異なる。
  1. 降車ホームに次発列車が到着
  2. 乗車ホームから先発列車が発車
  3. 次発列車が降車ホームから西鹿島方へ引上げ、乗車ホームへ入換
  4. 1.へ戻る
- 発車メロディが導入されている。曲は遠鉄グループソング「街と生きる」[注 1]。2021年11月22日より、同年浜松市で開催された「浜松サウンドデザインフェスティバル」に合わせ、発車メロディが向谷実（元CASIOPEA）作曲のオリジナル発車メロディ「Windy Town」に変更された[2]。当初は使用期間が1か月限定の予定であった[3]が、好評を得た為2025年6月現在も使用継続されている[注 2]。

- 西口
- 改札口
- 2番線改札口
- ホーム
- 駅名標

## 歴史

### 駅名の由来
元の駅名の「旭町」は地名（浜松市旭町、現在の浜松市中央区旭町）が由来。その後、国鉄に次いで新しい浜松駅として現在の「新浜松」に改められた。

### 年表
- 1927年（昭和2年）9月1日：旭町駅として、国鉄（現JR）浜松駅の北東にあたる浜松市旭町に開業。
- 1929年（昭和4年）10月13日：4月に着工した駅ビルが落成。浜松出身の建築家・中村與資平による設計で、鉄筋コンクリート造りの地上3階・地下1階建ての近代的な建物であった[4]。2階には遠州電気鉄道（当時）の本社も入居し、「遠電ビル」として親しまれた[4]。
- 1945年（昭和20年）6月18日：浜松大空襲により、本社駅ビルの内部を焼失するも、建物は延焼を免れる[4]。
- 1953年（昭和28年）8月1日：新浜松駅に改称。
- 1981年（昭和56年）2月4日：高架化に伴う再開発事業のため、新浜松駅を約100m東の仮駅舎に移転[5]、営業キロが0.1km短縮。
  - 3月：本社駅ビル（旧駅舎）解体[5]。
- 1985年（昭和60年）12月1日 ：高架化に伴い、浜松駅の北西に移転[6]。旧駅舎の跡地はのちに浜松名鉄ホテルなどへ再開発された。
- 1987年（昭和62年）12月1日：改札口 - ホーム間の上りエスカレーター使用開始。
- 1988年（昭和63年）9月14日：遠鉄百貨店オープン。同時に当駅との連絡通路も供用開始。
- 2004年（平成16年）4月1日：駅舎改装、バリアフリー化工事が竣工[7]。1階 - 改札口の上りエスカレーターとエレベーター（2基）使用開始[7]。高架下に商業施設「UP-ON」が開業[7]。それ以前はその場所は特に何もなかった[7]。
- 2021年（令和3年）11月8日：『シン・エヴァンゲリオン劇場版』とのコラボ企画で「シン・ハママツ」の駅名表示と駅内にアニメ装飾を実施（2022年5月31日まで）[8]。

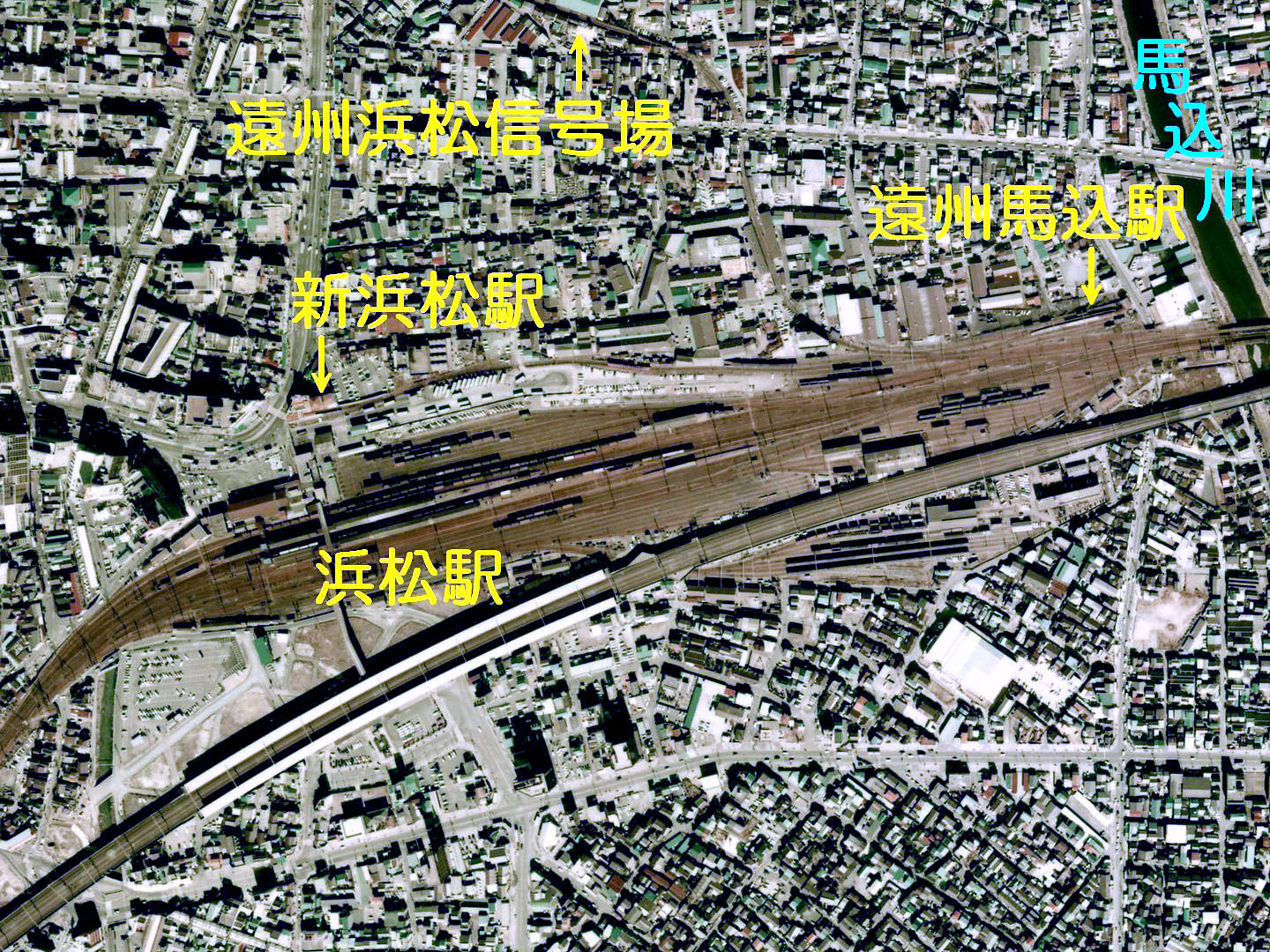
1975年頃の新浜松駅周辺。国鉄浜松駅の北東に存在した国土交通省 国土地理院 地図・空中写真閲覧サービスの空中写真を基に作成
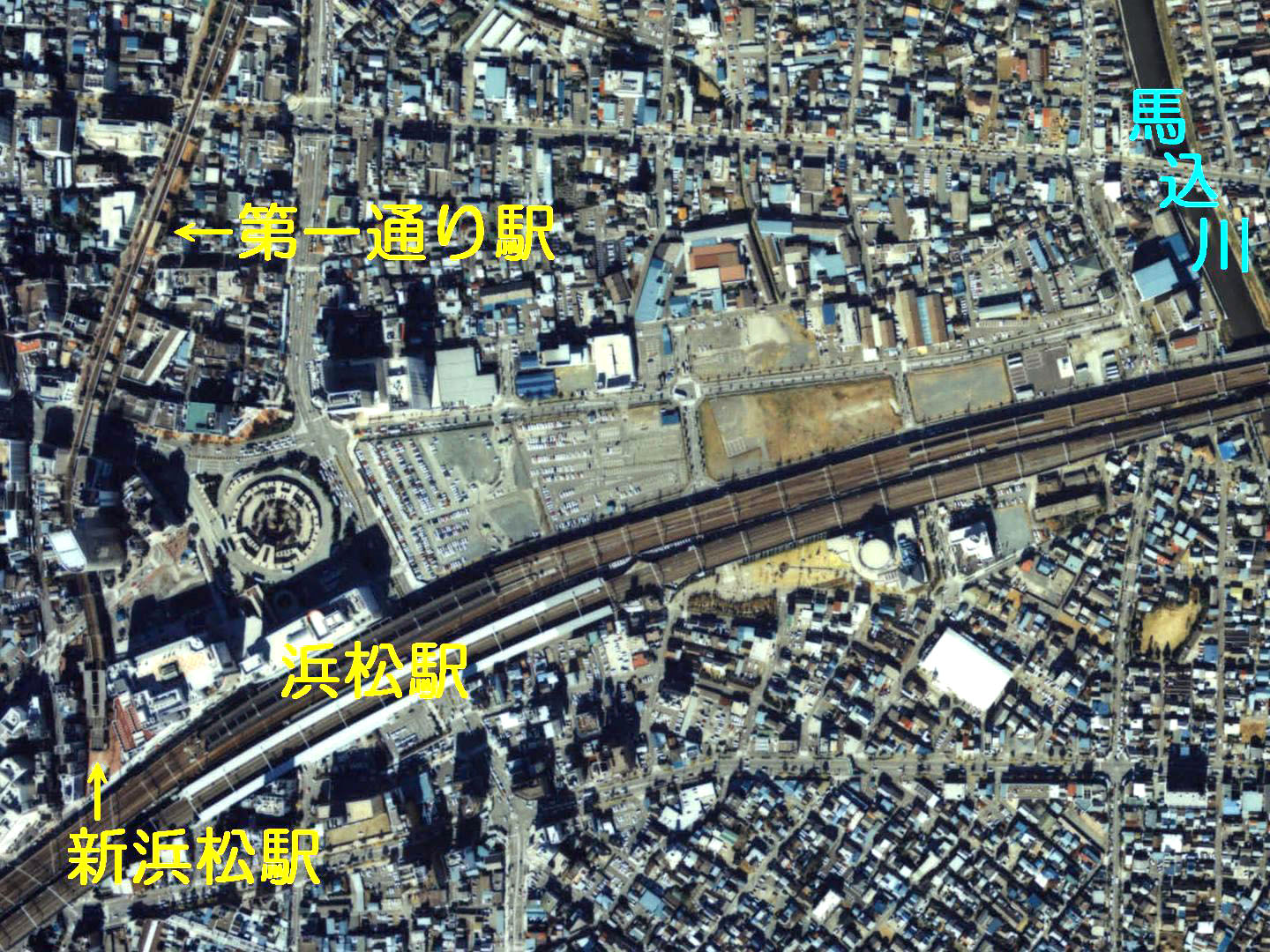
1988年頃の新浜松駅周辺。JR東海浜松駅の北西に移転した国土交通省 国土地理院 地図・空中写真閲覧サービスの空中写真を基に作成
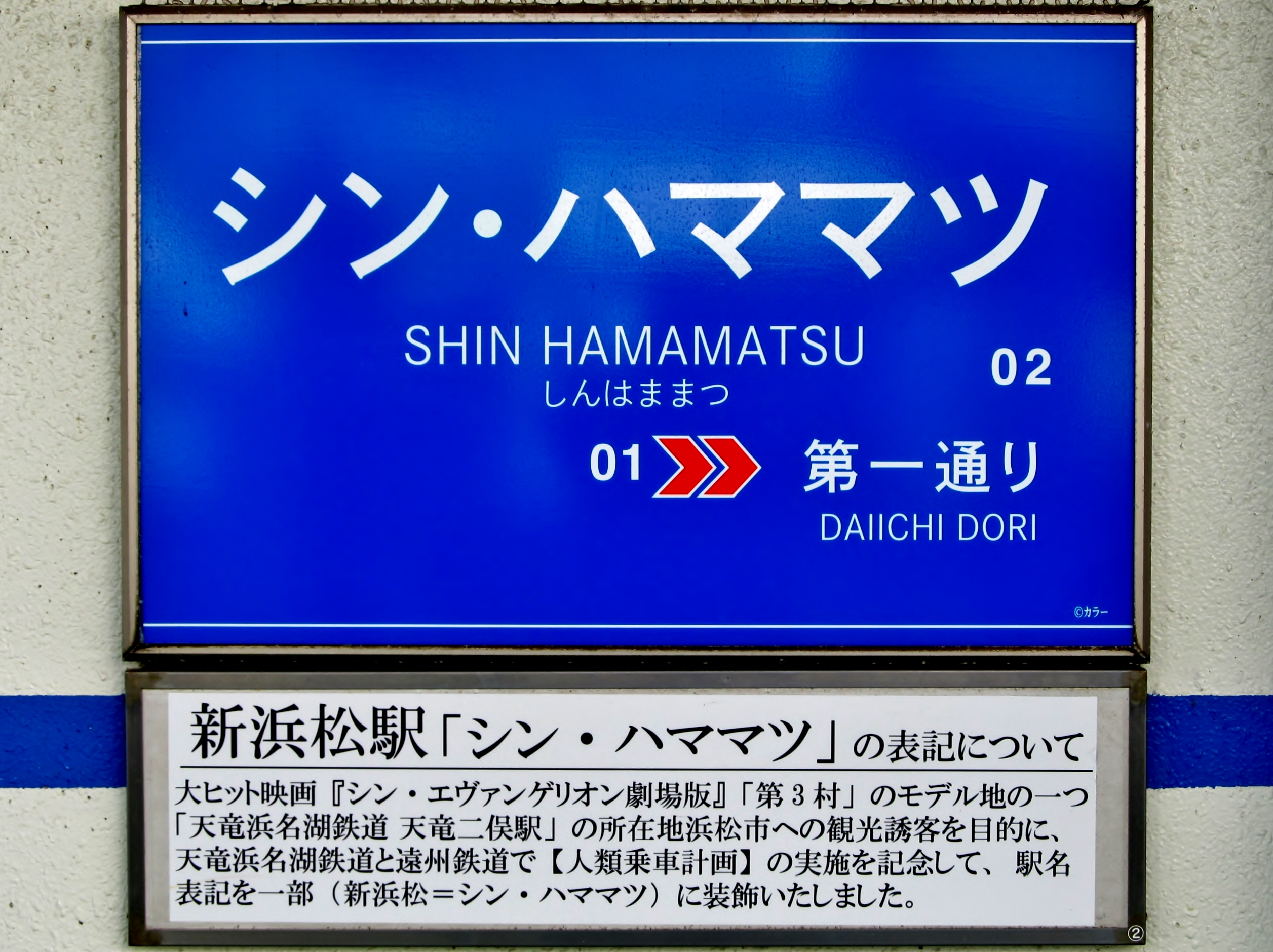
「シン・ハママツ」表記になった駅名標（2025年1月）

## 利用状況
2019年度（令和元年度）の乗車人員は3,034,689人、降車人員は3,017,154人であり、乗車、降車ともに同線の全18駅中で最も多い。主として市内もしくは周辺部からの通学・通勤用に利用される。
1980年度（昭和55年度）以降の、年度ごとの乗車人員および降車人員は、次の表のとおりである。
| 年間の乗車人員・降車人員の推移 | 年間の乗車人員・降車人員の推移 | 年間の乗車人員・降車人員の推移 | 年間の乗車人員・降車人員の推移 |
| 年度                           | 遠州鉄道                       | 遠州鉄道                       | 出典・備考                     |
| 年度                           | 乗車人員                       | 降車人員                       | 出典・備考                     |
| ------------------------------ | ------------------------------ | ------------------------------ | ------------------------------ |
| 1980年度（昭和55年度）         | 1,620,646 人                   | 1,567,517 人                   | [ 10 ]                         |
| 1981年度（昭和56年度）         | 1,544,659 人                   | 1,368,466 人                   | [ 11 ]                         |
| 1982年度（昭和57年度）         | 1,851,373 人                   | 1,662,686 人                   | [ 12 ]                         |
| 1983年度（昭和58年度）         | 1,927,310 人                   | 1,725,108 人                   | [ 13 ]                         |
| 1984年度（昭和59年度）         | 1,854,016 人                   | 1,708,067 人                   | [ 14 ]                         |
| 1985年度（昭和60年度）         | 1,810,001 人                   | 1,707,392 人                   | [ 15 ]                         |
| 1986年度（昭和61年度）         | 1,802,506 人                   | 1,757,731 人                   | [ 16 ]                         |
| 1987年度（昭和62年度）         | 2,015,055 人                   | 1,948,167 人                   | [ 17 ]                         |
| 1988年度（昭和63年度）         | 2,284,933 人                   | 2,201,133 人                   | [ 18 ]                         |
| 1989年度（平成元年度）         | 2,368,233 人                   | 2,285,498 人                   | [ 19 ]                         |
| 1990年度（平成2年度）          | 2,530,920 人                   | 2,460,397 人                   | [ 20 ]                         |
| 1991年度（平成3年度）          | 2,692,663 人                   | 2,627,452 人                   | [ 21 ]                         |
| 1992年度（平成4年度）          | 2,807,765 人                   | 2,743,562 人                   | [ 22 ]                         |
| 1993年度（平成5年度）          | 2,935,735 人                   | 2,870,249 人                   | [ 23 ]                         |
| 1994年度（平成6年度）          | 3,003,368 人                   | 2,955,025 人                   | [ 24 ]                         |
| 1995年度（平成7年度）          | 3,012,814 人                   | 2,974,626 人                   | [ 25 ]                         |
| 1996年度（平成8年度）          | 2,945,864 人                   | 2,926,159 人                   | [ 26 ]                         |
| 1997年度（平成9年度）          | 2,713,615 人                   | 2,700,993 人                   | [ 27 ]                         |
| 1998年度（平成10年度）         | 2,959,717 人                   | 2,855,209 人                   | [ 28 ]                         |
| 1999年度（平成11年度）         | 2,828,773 人                   | 2,799,804 人                   | [ 29 ]                         |
| 2000年度（平成12年度）         | 2,877,819 人                   | 2,855,440 人                   | [ 30 ]                         |
| 2001年度（平成13年度）         | 2,906,642 人                   | 2,903,755 人                   | [ 31 ]                         |
| 2002年度（平成14年度）         | 2,861,528 人                   | 2,810,170 人                   | [ 32 ]                         |
| 2003年度（平成15年度）         | 2,873,871 人                   | 2,834,630 人                   | [ 33 ]                         |
| 2004年度（平成16年度）         | 2,884,136 人                   | 2,877,723 人                   | [ 34 ]                         |
| 2005年度（平成17年度）         | 2,836,848 人                   | 2,794,802 人                   | [ 35 ]                         |
| 2006年度（平成18年度）         | 2,828,356 人                   | 2,787,227 人                   | [ 36 ]                         |
| 2007年度（平成19年度）         | 2,882,480 人                   | 2,851,704 人                   | [ 37 ]                         |
| 2008年度（平成20年度）         | 2,858,087 人                   | 2,817,806 人                   | [ 38 ]                         |
| 2009年度（平成21年度）         | 2,715,372 人                   | 2,667,330 人                   | [ 39 ]                         |
| 2010年度（平成22年度）         | 2,634,377 人                   | 2,614,881 人                   | [ 40 ]                         |
| 2011年度（平成23年度）         | 2,682,123 人                   | 2,627,438 人                   | [ 41 ]                         |
| 2012年度（平成24年度）         | 2,770,047 人                   | 2,734,439 人                   | [ 42 ]                         |
| 2013年度（平成25年度）         | 2,769,049 人                   | 2,732,660 人                   | [ 43 ]                         |
| 2014年度（平成26年度）         | 2,832,295 人                   | 2,798,019 人                   | [ 44 ]                         |
| 2015年度（平成27年度）         | 2,885,535 人                   | 2,858,467 人                   | [ 45 ]                         |
| 2016年度（平成28年度）         | 2,916,440 人                   | 2,894,482 人                   | [ 46 ]                         |
| 2017年度（平成29年度）         | 2,947,485 人                   | 2,928,585 人                   | [ 47 ]                         |
| 2018年度（平成30年度）         | 3,011,026 人                   | 2,995,949 人                   | [ 48 ]                         |
| 2019年度（令和元年度）         | 3,034,689 人                   | 3,017,154 人                   | [ 9 ]                          |

## 駅周辺
- 浜松駅 - JR東海（東海道本線・東海道新幹線）
  - 駅ビル 「メイワン」ならびに駅ナカ「エキマチ」併設。
- 浜松駅バスターミナル
  - 遠州鉄道による一般路線と各社による高速バスが発着する。詳細は当該記事を参照。
- 遠鉄百貨店
- ビックカメラ浜松店
- ダイワロイネットホテル 浜松
- ホテルクラウンパレス浜松
- プレスタワー
- ザザシティ浜松
- かじ町プラザ
- アクトシティ浜松
  - 浜松アクトタワー
  - オークラアクトシティホテル浜松
  - 浜松市楽器博物館
- 浜松市役所 駅前市民サービスセンター
- FM-Haro! サテライトスタジオ
- 浜松科学館
- 日本生命ビル
- 佐鳴予備校総合教育センタービル

### The GATE HAMAMATSU
第一通り駅との間の高架下にはThe GATE HAMAMATSU（ザ・ゲート・ハママツ、鉄骨一部2階建て、延べ床面積約800平方メートル）があった。この建物は2006年に飲食店街「浜松べんがら横丁」として開設され、2015年度以降に市有施設となり情報発信施設「出世の館」や「ザ・ゲート・ハママツ」などとして使用されたが老朽化のため2021年3月に閉館した。

### バス路線
- 一般路線バス - 遠州鉄道バス
- 高速バス - e-wing ・ e-LineR（遠州鉄道バス ほか）、東名ハイウェイバス（ジェイアール東海バス ほか）

なお、浜松駅バスターミナル以外にも田町中央通りやかじ町などのバス停も近い。

## 隣の駅
遠州鉄道
■ET 鉄道線
新浜松駅（ET01） - 第一通り駅（ET02）

### かつて存在した路線
遠州鉄道
鉄道線（旧ルート）
新浜松駅 - 遠州馬込駅